# Намабві
Нама́бві (англ. Namabvi) — традиційна громада у складі дистрикту Мангочі Південного регіону Малаві.
Населення — 47783 особи (2018).